# 古拉奇
古拉奇，是匈牙利索博尔奇-索特马尔-贝拉格州所辖的一个村。总面积23.35平方公里，总人口794，人口密度34.0人/平方公里（2011年1月1日）。